# Lich (púlsar)
Lich (también llamado PSR B1257+12) es un púlsar que se localiza en la constelación de Virgo. Se encuentra aproximadamente a 2315 años luz de la Tierra, ya que, diferentes medidas de distancia dan una aproximación de 660 (±150) a 800 (± 200) pc, siendo la distancia más precisa 710 (± 40) pc. Fue descubierto y confirmado el hallazgo por el astrónomo polaco Aleksander Wolszczan y Dale Frail en 1990 usando el Radiotelescopio de Arecibo, aunque previamente ya lo habían anticipado. Es un pulsar de milisegundo, una especie de estrella de neutrones, con una masa de 1,4 M ☉, y el cual fue encontrado por tener anomalías en el período de pulsación, lo que condujo a los investigadores a buscar la causa de los pulsos irregulares. La estrella tiene un período de rotación de 6,22 milisegundos.

## Planetas

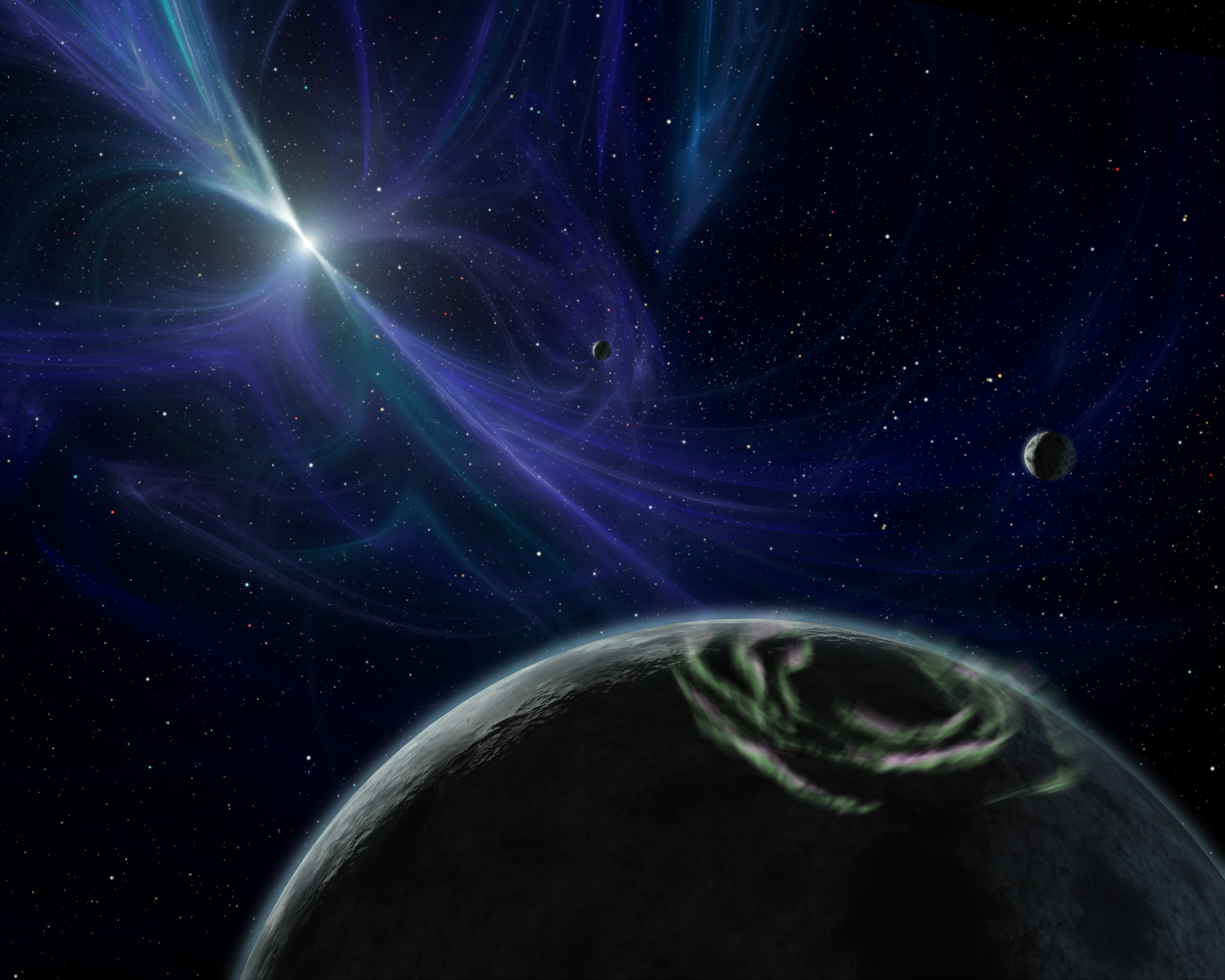
Concepción artística del sistema Lich.

En 1992 en el observatorio de Arecibo, Aleksander Wolszczan y Dale Frail observaron que el púlsar tenía dos planetas orbitándolo. Estos fueron los primeros planetas extrasolares descubiertos, el mismo sorprendió a muchos astrónomos que sólo esperaban encontrar planetas alrededor de estrellas de la secuencia principal. Pero la incertidumbre rodeó el sistema, porque una supuesta detección de un planeta en un pulsar más temprano alrededor de PSR 1829-10 tuvo que descartarse debido a errores en los cálculos. Más tarde se descubrió un planeta adicional.  
El origen de estos planetas ha sido un gran fenómeno de estudio, uno de ellos explica, (traducido al español); "Los planetas alrededor de PSR B1257 + 12 deberían haberse formado o adquirido después de la explosión SN (supernova) que dio a luz a la estrella de neutrones en el sistema. El hecho de que los planetas tengan órbitas casi coplanares es una prueba convincente de que han evolucionado a partir de algún tipo de discos protoplanetarios".
| Nombre      | Masas (ME) | Semieje mayor (UA) | Periodo orbital (días) | Excentricidad |
| ----------- | ---------- | ------------------ | ---------------------- | ------------- |
| Draugr      | <0,02      | 0,19               | 25,262                 | 0             |
| Poltergeist | >4,3       | 0,36               | 66,5419                | 0,186         |
| Phobetor    | >3,9       | 0,46               | 98,2114                | 0,0252        |
| ¿e?         | 0,0004     | 2,6                | 1250                   | ?             |

Se cree que los planetas pueden ser los núcleos rocosos de antiguos gigantes gaseosos, o el resultado de una segunda formación planetaria como resultado de los remanentes de supernova. En caso de tratarse de restos de planetas de la estrella antes de la supernova, serían gigantes gaseosos con núcleos rocosos enormes, cuyas atmósferas fueron barridas por la onda de choque de la supernova.

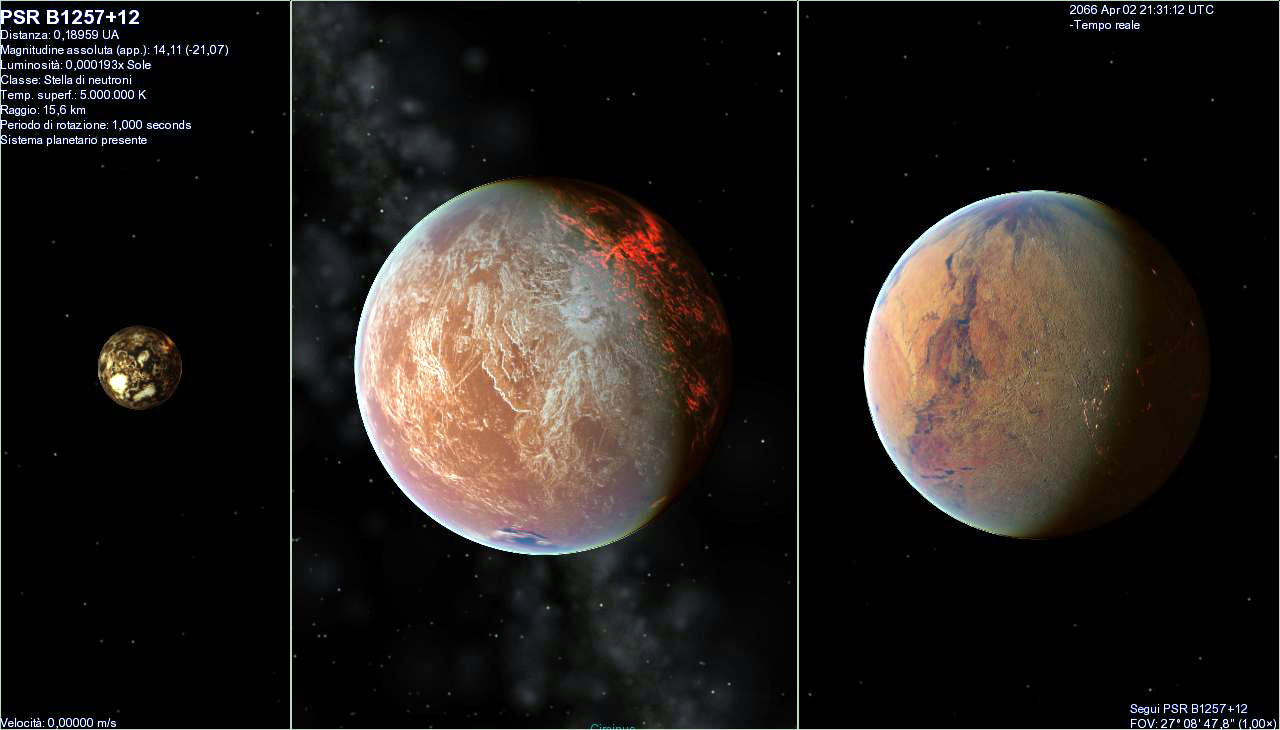
Draugr, Poltergeist y Phobetor.

Los planetas de Lich fueron designados de la b a la d ordenándolos según la distancia media del pulsar, a diferencia de los planetas alrededor de las estrellas normales que se nombran según primer planeta descubierto.

### Draugr
Draugr o PSR B1257+12 b, es el planeta más interior, tiene una distancia de 0.19 UA del púlsar, con un período orbital de aproximadamente 25 días. En 1997, se había dicho que este planeta había sido formado por el viento solar, pero esta afirmación ha sido refutada. Tiene, aproximadamente, una masa menos que 0,02 veces la terrestre (50 veces menor), siendo uno de los más pequeños encontrados hasta ahora.

### Poltergeist
Poltergeist o PSR B1257+12 c, es el segundo planeta en distancia orbital con una distancia de 0.36 UA y un período orbital de aproximadamente 66 días. El planeta es más de cuatro veces más masivo que la Tierra. Como Poltergeist y Phobetor están cerca el uno del otro, causan perturbaciones mensurables en las órbitas de cada uno. Como se esperaba, las perturbaciones fueron descubiertas confirmando que los planetas son verdaderos. Las masas exactas de los dos planetas, así como sus inclinaciones, fueron medidas calculando las interferencias de un planeta con el otro.

### Phobetor
Phobetor o PSR B1257+12 d, es el tercer planeta en distancia orbital en el pulsar con una distancia media orbital de 0.46 UA y con un período orbital de aproximadamente 98 días. Es casi cuatro veces más masivo que la Tierra.

### Posible objeto Asteroidal (Lich e)
Se sospecha de la existencia de un cuerpo llamado PSR B1257+12 e. Es un cuerpo de una forma muy asimétrica(como un asteroide), que surge como consecuencia del calor que desgarra al planeta, puesto que el mismo esta en una zona de gas caliente. El mismo está a una distancia media orbital de 2.6 UA con un período orbital de aproximadamente 3.5 años. El objeto es tan pequeño que no se considera planeta, pero es el primer asteroide o cometa detectado en otra estrella (semejante a los objetos del cinturón de Kuiper en nuestro sistema solar ).
Es posible que este objeto sea el miembro más grande de un cinturón de objetos menores alrededor del púlsar. Su masa tiene un límite superior de 0.2 Plutones (0.0004 Tierras) y un diámetro máximo de 1000 kilómetros. Este objeto aún no estaría confirmado.